# King Edward VII’s Hospital Sister Agnes
King Edward VII’s Hospital Sister Agnes – prywatna placówka medyczna funkcjonująca w Londynie, w dzielnicy Marylebone. Szpital został założony w 1899 roku przez Agnes Keyser – metresę księcia Walii, a późniejszego króla Edwarda VII – oraz jej siostrę Fanny. Początkowo był przeznaczony dla chorych i rannych brytyjskich żołnierzy, którzy wrócili z wojny burskiej. Sponsorem i pierwszym patronem szpitala był król Edward VII. Obecnie (2016) działa pod patronatem królowej Elżbiety II.
Pacjentami szpitala Króla Edwarda VII są członkowie brytyjskiej rodziny królewskiej. Na przestrzeni lat byli tutaj hospitalizowani: Elżbieta II, księżniczka Małgorzata, Elżbieta – Królowa Matka, Filip, książę Edynburga, Karol, książę Walii, a w grudniu 2012 roku Katarzyna, księżna Cambridge.